# Драгомирци
Драгомирци или Драгомир (грч. Βαφιοχώρι, Вафиохори) је насељено место у општини Пеонија у периферији Средишња Македонија, Грчка. Према попису из 2021. године било је 484 становника.
Према бугарском географу и историчару, Василу Канчову, у Драгомирцима је 1900. године живело 480 Словена хришћана. Током Другог балканског рата село је доста страдало и већи део мештана се иселио у околину Струмице. После рата на њихово место је досељено 40 словенских гркоманских породица из струмичког краја (322 особе), које су се после Првог светског рата вратиле у своја села. Године 1924. принудно су исељено преосталих 40 Словена у Бугарску а насељене су грчке избеглице из Бугарске. На попису из 1928. године Драгомирци су имали 596 становника.